# Выборы в Сенат США (2010)
Выборы в Сенат США 2010 года состоялись 2 ноября, вместе с выборами губернаторов в некоторых штатах а также с выборами конгрессменов. В этот раз избирались 37 сенаторов, 34 на шестилетние сроки третьего класса, в то время как остальные были специальными (досрочными) выборами. 19 из этих 37 мест на ноябрь 2010 года было у демократов (семь из них решили уйти на пенсию или же были побеждены в праймериз собственной партии), 18 — у республиканцев (восемь из них решили уйти на пенсию или же были побеждены в праймериз собственной партии)ю.
На этих выборах, республиканцы выиграли в четырёх штатах, где действующий сенатор-демократ уходил на пенсию а также в двух штатах, где действующий сенатор-демократ баллотировался на очередной срок. Таким образом, республиканцы в общей сложности приобрели 6 мест.
Демократическая партия, несмотря на утраты, сохранила большинство в 53 места (если учесть двух независимых сенаторов в коалиции с ними), республиканцев же в Сенате стало 47.